# Honda Life Dunk
Honda Life Dunk é um automóvel Honda fabricado e comercializado no Japão, em dezembro de 2000. Possui um motor turboalimentado.
Em dezembro de 2000, foi introduzido no mercado como uma variante do Honda Life, modelo de 2001. O Honda Life Dunk e o Honda That's foram listados pela revista Forbes como dois dos mais estranhos nomes de carros.